# Rio Paraibuna
Pour les articles homonymes, voir Rio Paraibuna (homonymie).
Le Rio Paraibuna est un cours d'eau brésilien qui arrose les États du Minas Gerais et de Rio de Janeiro.
Il naît dans la Zone de la Mata Mineira et reçoit comme principaux affluents les rios Preto, Cágado e do Peixe avant de se jeter dans le rio Paraíba do Sul près de la ville de Três Rios, Rio de Janeiro, sur sa rive gauche. Parmi les municipalités arrosées par le rio Paraibuna se trouve Juiz de Fora, important pôle industriel du Minas Gerais.
Tout au long de la Vallée du Paraibuna des routes ont été ouvertes, qui marquent le peuplement et le développement historiques du Minas Gerais et de la Zone de la Mata, tels que le Caminho Novo das Minas, en 1707, la Route União e Indústria, en 1856 et le Chemin de fer central du Brésil.
Le rio Paraibuna est aussi lié à l'histoire de l'utilisation des cours d'eau brésiliens pour la production d'énergie. Sur son cours fut construit en 1889, proche de Juiz de Fora, l'Usine de Marmelos, première unité hydro-électrique d'Amérique du Sud.
Le rio Paraibuna possède un grand tronçon pour la pratique du rafting, le long de la limite entre  Minas Gerais et Rio de Janeiro, depuis la municipalité de Comendador Levy Gasparian jusqu'à son embouchure dans le rio Paraíba do Sul.
Le nom de rio Paraibuna est aussi celui d'une des sources du rio Paraíba do Sul, dans l'État de São Paulo.